# Gömbtükör

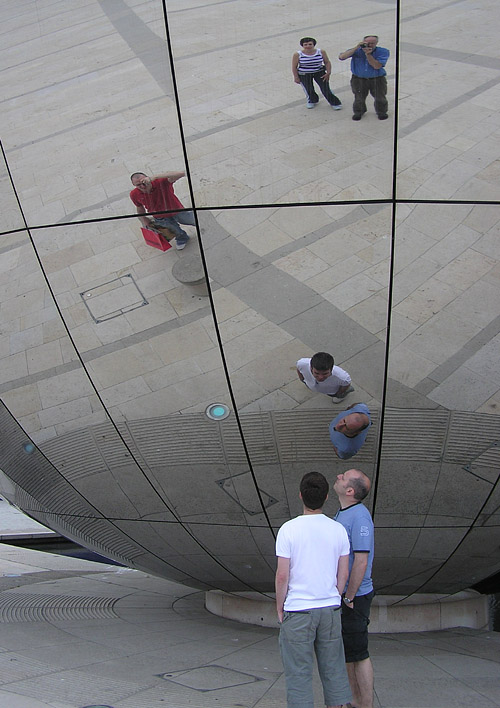
Gömbtükör a Millennium téren, Bristolban. Adrian Pingstone készítette 2004 júniusában

Gömbtükörnek nevezzük azon tükröző felületeket, amelyek gömbsüveg vagy gömböv alakúak. Gömbtükrökkel az élet több területén is találkozhatunk, a világítótestektől a bűvésztrükkökön át a csillagászatig. Nagy előnyük, hogy lencseszerű hatás mellett a lencsék tipikus hibáival (kromatikus aberráció, fókuszív) nem rendelkeznek.

## A gömbtükrök jellemzése
Attól függően, hogy a gömbfelület melyik oldala tükröző tulajdonságú, megkülönböztetünk domború és homorú tükröket. Ha a tükröző felület a pozitív görbületű oldalon van, akkor domború, ha a negatív görbületűn, akkor homorú tükörről beszélünk.
Annak a gömbnek a középpontja, ami illeszkedik a tükörre, a tükör geometriai középpontja. A tükörfelület középpontja a tükör optikai középpontja. A két középpont együtt a tükör optikai tengelyét határozza meg. Ezen túl a tükör nyílásszöge lényeges számunkra, ami a tükör éle és a geometriai középpont által meghatározott kúp szöge.
Az optikai tengelyen a harmadik jellegzetes pont a fókusz, ahol a párhuzamos fénysugarak visszaverődés után találkoznak. Vegyünk fel egy tetszőleges, az a optikai tengellyel párhuzamos l fénysugarat. Ez a tükröt az A pontban éri el, és itt verődik vissza. A tükör geometriai középpontja a G pont, tehát az AG szakasz a gömb sugara.
{\displaystyle lAG\angle =AGa\angle ,}
ennek oka, hogy párhuzamos szárú szögek. Ha a visszavert fénysugár az F pontban metszi az optikai tengelyt, akkor Fermat elve miatt
{\displaystyle FAG\angle =FGA\angle ,}
tehát az FAG háromszög egyenlőszárú háromszög, FA=FG. Az egyenlőszárú háromszögekre vonatkozó tétel szerint
{\displaystyle AG=2FG\cos FGA\angle \approx 2FG,}
ha a tükör nyílásszöge kicsi. Mivel AG a tükör geometriai sugara, ezért a fókuszpont távolsága ettől éppen r/2, azaz a fókuszpont felezi a gömb sugarát.
Nagy nyílásszögű (α>5°) esetén a fénysugarak a tengelytől való távolságuk függvényében metszik az optikai tengelyt, ezt nevezzük szférikus hibának. Emiatt általában nagy sugarú tükröket alkalmaznak.

## Képalkotás
A gömbtükrök esetében a képalkotásra vonatkozó egyenlet:
{\displaystyle {\frac {1}{t}}+{\frac {1}{k}}={\frac {1}{f}}}
Itt {\displaystyle t} a tárgy fókusztól mért távolsága, {\displaystyle k} a képé, {\displaystyle f} pedig a fókusztávolság. Ennek belátására vegyük az alábbi ábrát:
Az A pontból induló fénysugár a a tükörről a B ponban verődik vissza, majd az f optikai tengelyt az A' pontban metszi. Az ábra szerint β=α+Θ, mivel külsö szög, és hasonlóan γ=β+Θ. Ebből adódik, hogy α+γ=2β. Ha a tükör szögnyílása kicsi, akkor az OB ív közelíthető az OB húrral, valamint sinα≈α. Ebből felírhatóak a szögek:
{\displaystyle \left.{\begin{aligned}\alpha &={\frac {OB}{OA}}\\\beta &={\frac {OB}{OC}}\\\gamma &={\frac {OB}{OA'}}\end{aligned}}\right\}\Rightarrow {\frac {OB}{OA}}+{\frac {OB}{OA'}}=2{\frac {OB}{OC}}}
Mivel OA=t, Oc=2f és OA'=k, kapjuk a leképezési törvényt.
A törvény alapján tárgyalhatjuk a gömbtükrök képalkotását. Ehhez a képtávolságot kifejezzük a tárgytávolság függvényében:
{\displaystyle k={\frac {f}{t-f}}}
t > R
A kép a fókuszpont közelében keletkezik, kicsinyített és fordított állású.
t = R
A kép a gömbi középpontban keletkezik, egybevágó és fordított állású.
R > t > f
A kép a gömbi középponton túl keletkezik, nagyított és fordított állású. Ez a t>R eset inverze, megkapható, ha a tárgyat és a képet megcseréljük. Ez indokolja, hogy miért használnak nagy sugarú gömböket sok területen.
t = f
Kép nincs, a fénysugarak visszaverődés után a tengellyel párhuzamosak (paraxiálisok) lesznek.
f > t ≥ 0
A kép virtuális, a fénysugarak széttartóan verődnek vissza. A metszéspontjuk az optikai tengely negatív oldalán („a tükör mögött“) metsziuk egymást. A kép nagyított.
t < 0
A kép kicsinyített, virtuális. Ez az előző eset inverze, és egyben megfelel a domború tükörnek.

## Alkalmazások
- Orvosi tükrök
- Teleszkópokban egyes lencséket helyettesíthet.
- Gépjárművek tükrei